# Frank Günder
Frank Günder (17 de marzo de 1964) es un deportista alemán que compitió en remo. Ganó dos medallas de plata en el Campeonato Mundial de Remo, en los años 1993 y 1995.

## Palmarés internacional
| Campeonato Mundial | Campeonato Mundial       | Campeonato Mundial | Campeonato Mundial  |
| Año                | Lugar                    | Medalla            | Prueba              |
| ------------------ | ------------------------ | ------------------ | ------------------- |
| 1993               | Račice (República Checa) | Medalla de plata   | Cuatro scull ligero |
| 1995               | Tampere (Finlandia)      | Medalla de plata   | Cuatro scull ligero |